# Henri Gisquet
 (mars 2019).
Henri Joseph Gisquet est un banquier, industriel, haut fonctionnaire et homme politique français né à Vezin (ancienne Moselle, actuelle Meurthe-et-Moselle) le 14 juillet 1792 et mort à Paris le 23 janvier 1866. Préfet de police de Paris de 1832 à 1836, dans une période marquée par une forte agitation politique et sociale, puis siégeant à la Chambre des députés de 1837 à 1839, il est une figure marquante de la Monarchie de Juillet.

## Biographie
Fils d'Henry-Joseph Gisquet (1761-1841), propriétaire, rentier et officier des Douanes, et de sa première épouse Marie-Madeleine Felten, Henri Gisquet se destine d'abord à la carrière militaire. Mais une blessure reçue à la chasse et qui nécessite l'amputation de l'avant-bras le contraint à rentrer dans la vie civile. Admis, en 1808, comme simple commis dans la maison de banque des frères Perier à Paris, il s'associe en 1818 à une maison de commerce du Havre et revient à Paris l'année suivante comme associé de Casimir Perier. En 1825, avec l'aide de son ancien associé, il fonde une maison de banque sous son seul nom. L'année suivante, une avance de fonds lui permet d'acquérir à Saint-Denis une grande raffinerie de sucre qu'il transforme en une fabrique d'huiles qui restera longtemps sa propriété.
Affilié à l'opposition libérale sous la Restauration et l'un des premiers membres de la société « Aide toi, le ciel t'aidera », il prend une part active aux Trois Glorieuses en 1830. Au mois d'août, il est nommé membre du conseil général de la Seine.
Au milieu des menaces et des préparatifs de guerre européenne, Gisquet est chargé par le gouvernement de l'achat de 300 000 fusils et parvint à négocier l'acquisition de 566 000 armes de provenance anglaise. La presse de l'opposition dirige à ce propos contre le commissionnaire et les ministres de graves accusations. La Tribune, journal républicain, pose cette question : « N'est-il pas vrai que, dans les marchés de fusils et de draps, M. Casimir Perier et le maréchal Soult ont reçu chacun un pot-de-vin qui serait d'un million ? » Un autre journal, La Révolution, répéte la question. Tous deux sont saisis et leurs directeurs traduits devant la cour d'assises. L'instruction établit que Gisquet a traité l'affaire pour son propre compte, qu'il a payé très cher des fusils défectueux, et qu'une partie de ces armes, refusées par le maréchal Gérard (ministre de la Guerre jusqu'au 17 novembre 1830), ont été acceptées par son successeur, le maréchal Soult. Le rédacteur de La Tribune, Armand Marrast, est condamné le 29 octobre 1831 à 6 mois de prison, 3 000 francs d'amende et 25 francs de dommages-intérêts. L'affaire des « fusils Gisquet » est demeurée comme un des scandales politiques de la monarchie de Juillet.
Décoré de la Légion d'honneur, Gisquet est nommé préfet de police de Paris par Casimir Perier le 15 octobre 1831 en remplacement de Sébastien Louis Saulnier. Il restera à ce poste pendant cinq ans, cette longévité contrastant avec l'instabilité qui a prévalu depuis la Révolution de Juillet. Il est vivement attaqué par l'opposition démocratique en raison des mesures politiques exceptionnelles prises par lui ou en son nom et par le zèle répressif dont il fait preuve, notamment à l'occasion des obsèques du général Lamarque et des événements du cloître Saint-Merri.
C'est ainsi qu'après l'insurrection de juin 1832, Gisquet ne craint pas d'enjoindre, par un arrêté, les médecins, chirurgiens, pharmaciens, etc. de déclarer dans les vingt-quatre heures à la préfecture de police, les noms des blessés à qui ils ont donné des soins. Cette mesure soulève une réprobation générale et les intéressés refusent de s'exécuter.
Pendant l'épidémie de choléra de 1832, Gisquet doit veiller à l'hygiène et à la salubrité publiques et fait preuve, dans des circonstances terribles, d'un réel courage personnel. Il augmente les effectifs des sergents de ville et crée un corps de maîtrise, les brigadiers, recrutés au choix parmi les sergents de ville ou les inspecteurs. Mais alors que des bruits d'empoisonnement circulent comme source de l'épidémie, une de ses proclamations, rédigée de manière imprudente, contribue à les accréditer.
À la fin de 1833, Gisquet se signale à nouveau en prenant un arrêté interdisant aux colporteurs vendeurs de journaux, publications et estampes de crier sur la voie publique des écrits qui ne seraient pas autorisés par l'administration. Cet arrêté est invalidé par la justice en première instance, puis en appel, mais le gouvernement réagit en faisant adopter la loi du 16 février 1834 soumettant à autorisation administrative l'activité des crieurs publics. (Voir l'article Grandes lois sous la monarchie de Juillet.)
Pour donner satisfaction à l'opinion, la première mesure du ministère Molé est d'écarter Gisquet de la préfecture de police, où il est remplacé dès le 6 septembre 1836 par Gabriel Delessert. Il est alors nommé conseiller d'État en service extraordinaire.
Le 4 novembre 1837, Gisquet est élu député par le 14e collège de la Seine (Saint-Denis). À la Chambre des députés, il prend une attitude presque hostile au ministère et qui ne laisse pas de causer de sérieuses difficultés au cabinet. Il intervient, par exemple, dans la discussion sur les fonds secrets et en demande la réduction du chiffre proposé de 4 millions à celui de 2,4 millions, qui n'avait pas été dépassé, affirme-t-il, sous son administration.
À la fin de 1838, de vagues rumeurs accusent Gisquet de concussions auxquelles il aurait mêlé sa maîtresse et sa famille. Le Messager, qui s'en fait l'écho, est poursuivi en diffamation par l'intéressé et condamné au minimum de la peine (500 francs d'amende), après des réquisitions de l'avocat du roi, M. Plougoulm qui, dit le Dictionnaire des parlementaires, « faisaient pressentir les rigueurs du pouvoir contre le plaignant » (28 décembre). En effet, dès le lendemain, celui-ci est privé de ses fonctions au Conseil d'État. Il reprend ses occupations industrielles à Saint-Denis, ne se représente pas aux élections de 1839, et ne reparaît sur la scène politique qu'en 1848, comme délégué de la ville de Saint-Denis auprès du comité central de l'Union électorale.
En 1844, il effectue un voyage en Égypte dont il donne la relation sous le titre : L'Égypte, les Turcs et les Arabes. Joyeux chansonnier à ses heures, il s'était fait recevoir membre de la Société du Caveau.
Il publie en 1840 ses Mémoires (4 vol.). Dans leur tome II (pp. 317 et suiv.), il relate la détention de François-René de Chateaubriand dans ses appartements de la préfecture de police entre le 16 et le 30 juin 1832. Chateaubriand en donne une version très romantique dans ses Mémoires d'Outre-Tombe (4e part., l. 36, chap. 5 à 7).
Il meurt à Paris le 23 janvier 1866 et est enterré au cimetière du Père-Lachaise (59e division).

## Décorations
- Commandeur de la Légion d'honneur (30 avril 1836)

## Œuvres
- Mémoires de M. Gisquet, ancien préfet de police, écrits par lui-même, Paris, Marchant, éditeur du Magasin théâtral, 1840 :
  - tome I, lire en ligne ;
  - tome II, lire en ligne ;
  - tome III, lire en ligne ;
  - tome IV, lire en ligne.